# Список папуасских языков
Список папуасских языков.
В составе папуасских языков, согласно данным Ethnologue, имеется 13 семей (около 840 языков) и 6 изолированных языков.
Крупнейшие папуасские народности (численность в тысячах): энга (195), гимбу (142), медлпа (101), камано (64), хупи (90), экари (канауки) (100), ангал (55), умбу-унгу (47), ванги (66), кева (56), дани (дугул-дани), хванггона, асмат (61), бенабена (17), маринд-аним (8), абелам (10), насиоп (10), бонкин (10), буин (18).

## Географическое расселение
- Только на территории Индонезии распространены западно-папуасские, байоно-авбонские, нижние мамберамские языки и языки залива Гелвинк.
- Только на территории Папуа — Новой Гвинеи распространены амто-мусанские, квомтари-фасские, арайские и Торричелли семьи языков.
- На территории Индонезии и Папуа — Новой Гвинеи распространены языки трансновогвинейской (крупнейшая среди папуасских), Сепик-Раму и ско семей папуасских языков.
- На территории Соломоновых Островов распространены восточнопапуасские языки (а также на островах государства Папуа — Новой Гвинеи).
- Наиболее пёстрая лингвистическая картина папуасских языков представлена в центральной части северного побережья Папуа — Новой Гвинеи.

## Классификация
1. Амто-мусанские языки (семья): амто, мусан
2. Байоно-авбонские языки (семья): авбоно, байоно
3. Восточно-папуасские языки (семья) – 36 языков
  1. йеле-западноновобританская группа
  2. восточноновобританская группа
  3. севернобугенвильская группа
  4. южнобугенвильская группа
4. языки восточной части полуострова Чендравасих (семья) – 3 языка
  1. Меаксские языки: маникион, меякс, москона
5. Языки залива Гелвинк (фила) – 33 языка
  1. Восточные гелвинк-бейские языки
  2. Лейк-плейнские языки 
    1. Аверские языки
    2. Восточные лейк-плейнские языки
    3. Расава-сапонские языки: расава, сапони
    4. Тарику языки: кирикири, таусе, фаю

  3. Ява языки
6. Западно-папуасские языки (фила) – 26 языков
  1. Кебарские языки
  2. Северохальмахерские языки
    1. Северные
    2. Южные

  3. Хаттамские языки
  4. Языки полуострова Чендравасих
    1. Языки севера и центра полуострова Чендравасих
    2. Языки запада полуострова Чендравасих
7. Квомтари-фасские языки (сток)
  1. Баибаи языки: баибаи, наи
  2. Квомтари языки: гуриасо, квомтари, фас
  3. Пью языки: пью
8. Арайские языки, или языки левого берега реки Мэй (семья): ама, бо, нарви, нимо, овинига, утери
9. Нижнемамберамские языки (семья): варембори, йоке
10. Сепик-Раму языки (фила) – 100 языков
  1. Нор-Пондо языки
  2. Раму языки
  3. Сепик языки
  4. Языки Леонарда Шультце (языки валио-папи)
11. Ско языки (сток)
  1. Криса языки: вараву, криса, пуари, раво
  2. Ванимо языки: ванимо, вутунг, скоу
12. Торричелли языки (фила) – 53 языка
  1. Вапей-палейские языки
  2. Западно-вапейские языки
  3. Комбио-арапешские языки
  4. Маимаиские языки
  5. Мариенбергские языки
  6. Монумбо языки
  7. Уримские языки
13. Трансновогвинейские языки (фила) – 564 языка
  1. Авью-думутские языки
  2. Анимские языки (ипико, хоя-хоя, макаям…)
  3. Языки бинандере (орокаива)
  4. Босави (онобасулу, турумса)
  5. Восточно-стриклендские языки (конаи)
  6. Дани (вано, лани)
  7. Западно-бомберайские языки (макасаи)
  8. Каинату-горокские языки (агараби, алекано, ваффа, камано, ягариа)
  9. Каягарские языки (каягарский язык)
  10. Колопом (морори)
  11. Мадангские языки (амеле, сирои)
  12. Мек (кетенгбанский)
  13. Окские языки (тифал)
  14. Финистере-хуонские языки (кате, тимбе)
  15. Чимбу-ваги (ваги, мелпа, нии)
  16. Энганские языки (хули)
14. Изолированные языки: абиномн (Индонезия), бурмесо (Индонезия), каркар-юри язык (Папуа — Новая Гвинея), кибири (Папуа — Новая Гвинея), массеп (Индонезия), одиаи (Папуа — Новая Гвинея), таусе (Индонезия), уску (Индонезия), яле (Папуа — Новая Гвинея)
15. Неклассифицированные языки: кембра (Папуа — Новая Гвинея), кенати (Папуа — Новая Гвинея), молоф (Индонезия), тамборский язык (Индонезия)